# Vasili Teploújov
Vasili Sergueyévich Teploújov –en ruso, Василий Сергеевич Теплоухов– (4 de septiembre de 1979) es un deportista ruso que compitió en lucha grecorromana. Ganó una medalla de bronce en el Campeonato Mundial de Lucha de 2005 y una medalla de bronce en el Campeonato Europeo de Lucha de 2007.

## Palmarés internacional
| Campeonato Mundial | Campeonato Mundial | Campeonato Mundial | Campeonato Mundial |
| Año                | Lugar              | Medalla            | Categoría          |
| ------------------ | ------------------ | ------------------ | ------------------ |
| 2005               | Budapest (Hungría) | Medalla de bronce  | 96 kg              |
| Campeonato Europeo |                    |                    |                    |
| Año                | Lugar              | Medalla            | Categoría          |
| 2007               | Sofía (Bulgaria)   | Medalla de bronce  | 96 kg              |